# Südliche Haarnasenfledermaus

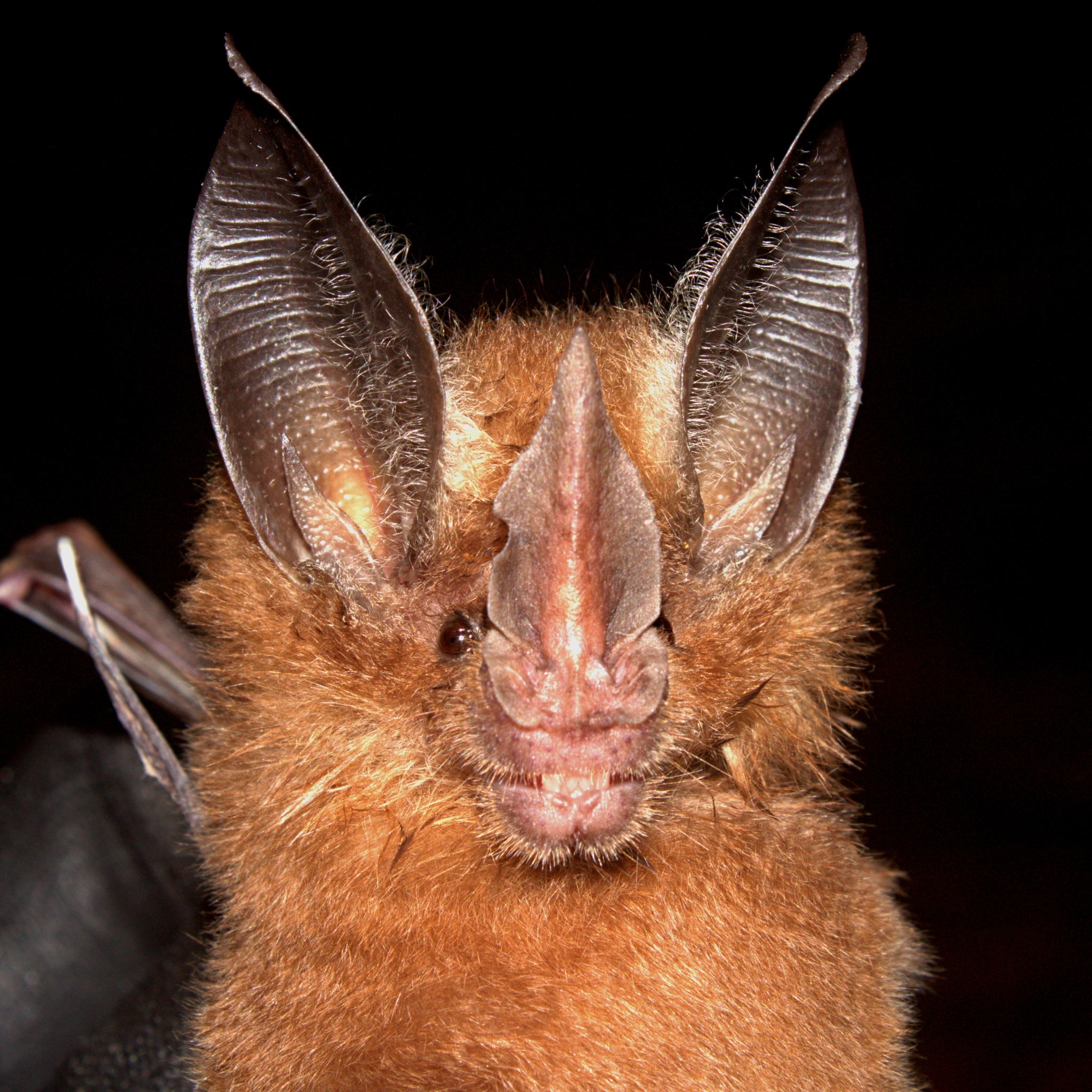
Kopfansicht der Südlichen Haarnasenfledermaus (Mimon bennettii)

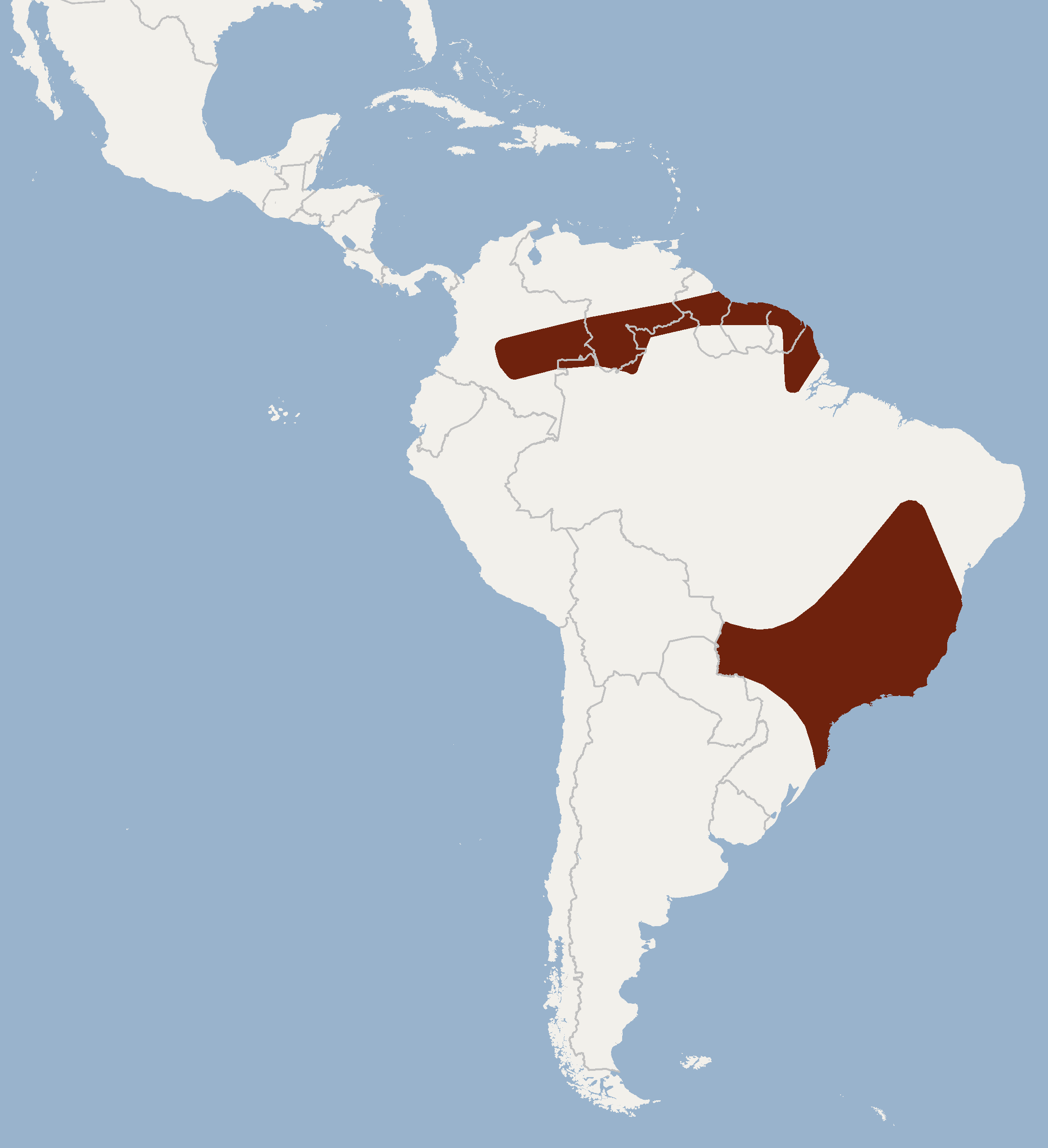
Verbreitungsgebiet in Südamerika

Die Südliche Haarnasenfledermaus (Mimon bennettii) ist eine Fledermausart aus der Familie der Blattnasen (Phyllostomidae), welche in Zentral- und Südamerika beheimatet ist.
Der Gattungsname Mimon kommt vom Griechischen „mimo“ (=„Nachahmer“). Die Art ist nach dem Zoologen Bennett benannt.

## Beschreibung
Die Südliche Haarnasenfledermaus ist eine mittelgroße Fledermaus mit einer Gesamtlänge von 65 bis 75 mm und einer Unterarmlänge von 54,6 bis 60,7 mm. Die Ohren sind groß und spitz, das Nasenblatt lang und lanzenförmig. Die Flügel sind breit und gleichzeitig relativ lang. Das Fell ist wollig und von einem warmen Braun, wobei die einzelnen Haare an der Basis heller sind als an der Spitze. Der Schwanz ist etwa 14,5 mm lang und komplett in das erste Drittel der Schwanzflughaut eingebettet.
Die Südliche Haarnasenfledermaus sieht anderen Vertretern der Familie der Blattnasen ähnlich, unterscheidet sich von ihnen jedoch deutlich in bestimmten Merkmalen. Zum Beispiel ist das Nasenblatt länger als bei Arten der Gattungen Tonatia und Chrotopterus. Mimon bennettii ist zudem größer als Macrophyllum macrophyllum und besitzt keine vergrößerten Füße. Die Südliche Haarnasenfledermaus ist größer als ihre Schwesterart Mimon crenulatum. Zudem ist das Nasenblatt von M. crenulatum am Rand dicht behaart, während das von Mimon bennettii keine Haare aufweist.

## Lebensweise
Die Südliche Haarnasenfledermaus ist wie die meisten Fledermäuse nachtaktiv und ernährt sich hauptsächlich von Gliederfüßern. In Mexiko wurden jedoch auch Tiere beobachtet, wie sie kleine Eidechsen erbeuten. Tagsüber hängt die Art meist in Höhlen, Mienen oder hohlen Baumstämmen in Gruppen von bis zu zehn Individuen.
Den Hangplatz teilt sich die Südliche Haarnasenfledermaus gelegentlich mit anderen Fledermausarten wie der Jamaika-Fruchtfledermaus (Artibeus jamaicensis), der Brillenblattnase (Carollia perspicillata), dem Gemeinen Vampir (Desmodus rotundus), dem Kammzahnvampir (Diphylla ecaudata), Glossophaga soricina, Micronycteris megalotis, Mormoops megalophylla, Myotis keaysi, Natalus stramineus, Peropteryx macrotis, Pteronotus davyi und Pteronotus parnellii.

## Verbreitung und Lebensraum
Die Südliche Haarnasenfledermaus kommt vom Osten Kolumbiens über Venezuela an der Küste entlang bis in den Süden Brasiliens vor. Die IUCN schätzt die Art dank ihrer weiten Verbreitung als ungefährdet ein.